# Tiszavasvári
Tiszavasvári este un oraș în districtul Tiszavasvár, județul Szabolcs-Szatmár-Bereg, Ungaria, având o populație de 13.253 de locuitori (2011). 

## Demografie
Componența etnică a orașului Tiszavasvári
     Maghiari (85,86%)
     Romi (12,9%)
     Necunoscut (0,38%)
     Alții (0,85%)
Componența confesională a orașului Tiszavasvári
     Fără religie (29,56%)
     Reformați (20,46%)
     Romano-catolici (8,62%)
     Greco-catolici (8,38%)
     Necunoscută (31,96%)
     Alte religii (2,28%)
Conform recensământului din 2011, orașul Tiszavasvári avea 13.253 de locuitori. Din punct de vedere etnic, majoritatea locuitorilor (85,86%) erau maghiari, cu o minoritate de romi (12,9%). Apartenența etnică nu este cunoscută în cazul a 0,38% din locuitori. Nu există o religie majoritară, locuitorii fiind persoane fără religie (29,56%), reformați (20,46%), romano-catolici (8,62%) și greco-catolici (8,38%). Pentru 31,96% din locuitori nu este cunoscută apartenența confesională.